# Dorothy Vaughan
Dorothy Johnson Vaughan (ur. 20 września 1910 w Kansas City, zm. 10 listopada 2008 w Hampton) – afroamerykańska matematyczka, obliczeniowiec i programistka, która pracowała w National Advisory Committee for Aeronautics (później NASA). Historia jej życia była częścią książki i dramatu biograficznego Ukryte działania.
8 listopada 2019 prezydent Donald Trump podpisał ustawę 116th Congress Public Law 68 – akt prawny nazywany „Ustawą o Złotym Medalu Kongresu Ukrytych Działań” (Hidden Figures Congressional Gold Medal Act), przyznającą czterem kobietom - afroamerykańskim naukowcom - Złotego Medalu Kongresu za przyczynienie się do sukcesu NASA, podczas wyścigu kosmicznego. Na podstawie decyzji Kongresu zaszczytu tego dostąpiły Katherine Johnson i dr Christine Darden, a pośmiertnie zostały uhonorowane Dorothy Vaughan oraz Mary Jackson.

## Życiorys

### Wczesne życie i wykształcenie
W wieku 19 lat ukończyła studia matematyczne na Uniwersytecie w Wilberforce (B.A. cum laude, 1929). W 1932 poślubiła Howarda Vaughana; małżeństwo przeprowadziło się do Wirginii.

### Praca i dalsze życie
Po licencjacie proponowano jej kontynuowanie nauki na Uniwersytecie Howarda, jednak ze względu na wątpliwe perspektywy na dalszą karierę akademicką oraz wielki kryzys i niestabilną sytuację finansową rodziców podjęła, trwającą 14 lat, pracę nauczycielki matematyki w miejscowym liceum.
W 1941 prezydent Franklin Delano Roosevelt wydał rozporządzenia wykonawcze, które w pełni umożliwiały kobietom i czarnoskórym podjęcie pracy w agencjach rządowych i przemyśle obronnym. Miliony mężczyzn były w następnych latach powołanych do wojska, ale jednocześnie dynamicznie rosła także produkcja maszyn i rozwój techniki wojskowej, a więc i zapotrzebowanie na wykwalifikowanych robotników, matematyków i inżynierów. Firmy i agencje rozpoczęły intensywną rekrutację pracowników w grupach, które do tej pory były prawnie lub rynkowo wykluczone z tej branży.
Vaughan zauważyła ogłoszenie o pracę na poczcie wiosną 1943; zgłosiła się i wkrótce rozpoczęła pracę w Langley Research Center NACA w Wirginii. Ponieważ prawa Jima Crowa nadal ograniczały pracownicze kontakty osób o różnym kolorze skóry, należała go odsegregowanej grupy czarnoskórych kobiet, West Area Computers („obliczeniowczynie zachodniej części” – białe kobiety zgrupowane były jako East Area Computers). Pracowniczki tego zespołu musiały używać odrębnych autobusów, łazienek i jadłodajni; zdarzało się też, że lokalne sklepy i restauracje odmawiały im obsługi. Ośrodek pracował wówczas intensywnie na długich, ponadnormatywnych zmianach, a Dorothy wyróżniała się dokładnością i zaangażowaniem. Cały personel był nieustannie szkolony, na przykład z fizyki lotu.
Po wojnie dział West Area Computers kontynuował rozwój razem z NACA, które zaczęło rozwijać technologie rakietowe, czego ukoronowaniem był program kosmiczny w latach 60. Vaughan objęła stanowisko p.o. szefowej działu w 1949, jako pierwsza czarnoskóra i jedna z pierwszych kobiet menedżerek w agencji. Po kilku latach przyznano jej to stanowisko oficjalnie. Brała udział w przygotowaniu podręcznika metod algebraicznych używanych przy mechanicznych kalkulatorach.
W 1958 NACA została zrestrukturyzowana i przemianowana na współczesne NASA, czemu towarzyszyła desegregacja pracowników. Vaughan dostrzegała, że komputery elektroniczne całkowicie przejmą zadania obliczeniowców, i z wyprzedzeniem przygotowała swój zespół do zadań programistycznych i informatycznych. Do jej grupy należała w tym czasie m.in. matematyczka Katherine Johnson. W 1961 w Langley pojawił się pierwszy elektroniczny komputer i Vaughan razem ze współpracowniczkami zajmowały się od tego czasu programowaniem w języku Fortran, między innymi w ramach projektu rakiet kosmicznych Scout B. Wspominała później, że praca przy wyścigu kosmicznym była „niezwykle ekscytująca, na samym froncie postępu”.
Była zatrudniona przez NASA w Langley łącznie przez 28 lat. Przeszła na emeryturę w 1971. Miała szóstkę dzieci, dziesięcioro wnuków i czternaście prawnuków.